# أيلا
أيلا (بالألمانية: Ingo Kunzi)‏ هو ملحن وكاتب أغاني ودي جيه ومنتج أسطوانات ألماني، ولد في 7 نوفمبر 1966 في بادن-فورتمبيرغ في ألمانيا.

## وصلات خارجية
- الموقع الرسمي
- أيلا على موقع ميوزك برينز (الإنجليزية)
- أيلا على موقع ديسكوغز (الإنجليزية)